# لوك فولر
لوك فولر (بالإنجليزية: Luke Fowler)‏ هو مخرج بريطاني، ولد في 1978 في اسكتلندا في المملكة المتحدة.

## روابط خارجية
- لوك فولر على موقع IMDb (الإنجليزية)
- لوك فولر على موقع ديسكوغز (الإنجليزية)
- لوك فولر على موقع قاعدة بيانات الفيلم (الإنجليزية)